# رضوان الحلو (لواء)
رضوان الحلو (أبو عدي) (1952-2017) ، هو لواء فلسطيني ولد في 15 يناير (كانون الثاني) 1952 في بلدة حزما في القدس وشغل منصب مدير عام الإدارة المالية للقوات الفلسطينية

## مسيرته
حصل على الشهادة الابتدائة والثانوية في بلدة حزما قبل عام من سفره الى بيروت للالتحاق بالجامعة انضم الى حركة فتح واصبح عضوا في الحركة في بيروت ايضًا ، عاد الى فلسطين ولخوفه من اعلان انضمامه الى حركة فتح عا الى لبنان ، وفي انضم الى لقطاع الغربي (قطاع الأرض المحتلة) و (السرية الطلابية) سافر الى الجزائر ووكل له تسليم مرتبات القوات الفلسطينية في الادارة المالية وتقلد منصب مدير عام الإدارة المالية حتى وفاته.

## وفاته
في 3 يونيو (حزيران)2017 توفى رضوان الحلو بمرض العضال ودفن في مسقط راسه في بلدة حزما بالقدس ،عن عمر يناهز 65 عام